# 徐若冰

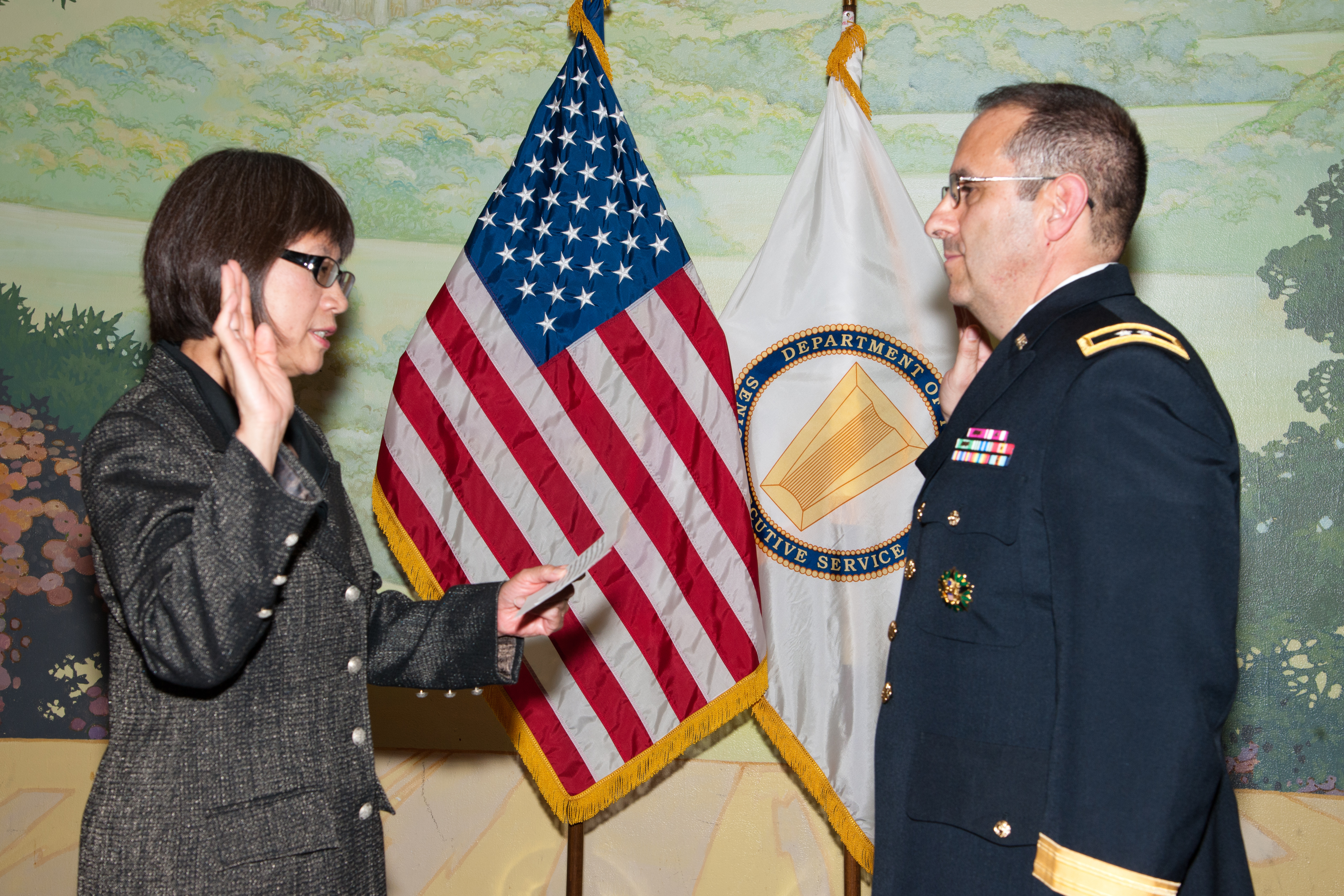
2012年8月30日徐若冰向Harold J. Greene少将宣示就职

徐若冰（英語： 1953年9月28日—）是美國華裔政府官員，生于中华民国臺灣省臺北市（現臺北直轄市），籍貫浙江省孝豐縣，2011年至2016年担任美国陆军采购、物流和技术助理部长，毕业于新不伦瑞克大学、多伦多大学数学专业，加利福尼亚大学洛杉矶分校电子工程学士，曾先后在休斯飞机公司、格鲁曼公司和雷神公司工作。2021年5月美国总统拜登提名，7月23日经参议院表决通过，徐若冰担任美国国防部国防研究与工程次长。

## 家庭
- 祖父徐康良为中国浙江孝丰人，曾任中华民国空军副总司令，中将军衔，参与抗日战争对日军的空中作战行动。
  - 父亲徐乃力，加拿大紐布朗維克大學榮休教授，华人史学家，1933年生于中国浙江杭州，在中國讀中小學、在台湾讀高中及大學、在美國讀研究所。